# Durrenentzen
Durrenentzen (deutsch Dürrenenzen) ist eine französische Gemeinde mit 1059 Einwohnern (Stand 1. Januar 2022) im Département Haut-Rhin in der Region Grand Est (bis 2015 Elsass). Sie gehört zum Arrondissement Colmar-Ribeauvillé, zum Kanton Ensisheim und zum Gemeindeverband Communauté de communes Alsace Rhin Brisach. Die Bewohner werden Durrenentzeniens und Durrenentzeniennes genannt.

## Geografie
Die Gemeinde Durrenentzen liegt in der Oberrheinebene, etwa 11 Kilometer östlich von Colmar, etwa 40,5 Kilometer nordnordöstlich von Mülhausen, etwa 28 Kilometer nordwestlich von Freiburg im Breisgau und sechs Kilometer westlich des Rheins, der die Grenze zu Deutschland bildet.
Umgeben wird Durrenentzen von sechs Nachbargemeinden:
|             | Jebsheim                                    | Artzenheim  |
| Muntzenheim | Kompassrose, die auf Nachbargemeinden zeigt | Baltzenheim |
| Urschenheim |                                             | Kunheim     |

## Geschichte
Von 1871 bis zum Ende des Ersten Weltkrieges gehörte Dürrenenzen als Teil des Reichslandes Elsaß-Lothringen zum Deutschen Reich und war dem Kreis Colmar im Bezirk Oberelsaß zugeordnet.

## Wappen
Wappenbeschreibung: In Gold ein achtspeichiges schwarzes Rad über dem eine schwarze Hirschstange schwebt.

## Bevölkerungsentwicklung
| Jahr      | 1910 | 1962 | 1968 | 1975 | 1982 | 1990 | 1999 | 2007 | 2014 |
| --------- | ---- | ---- | ---- | ---- | ---- | ---- | ---- | ---- | ---- |
| Einwohner | 423  | 327  | 342  | 427  | 567  | 584  | 689  | 892  | 890  |

## Sehenswürdigkeiten
- Simultankirche St. Blasius aus dem 19. Jahrhundert mit Ursprüngen aus dem 12. Jahrhundert
- Bürgermeisteramt (Mairie) aus dem 19. Jahrhundert
- Bauernhaus aus dem 17. oder 18. Jahrhundert

|  |  |